# Правительство Бильдта
Правительство Бильдта — правительство Швеции, сформированное 4 октября 1991 года, под руководством премьер-министра Карла Бильдта. Данное правительство включало членов умеренной коалиционной партии, либералов, партии центра и христианских демократов. 7 октября 1994 года третье правительство Ингвара Карлссона сменило правительство Бильдта.

## Состав правительства
| Должность                                                                                              | Имя               | Начало          | Конец           | Партия                        |
| --- | ----------------- | --------------- | --------------- | ----------------------------- |
| Канцелярия Премьер-министра                                                                            |                   |                 |                 |                               |
| Премьер-министр                                                                                        | Карл Бильдт       | 4 октября 1991  | 7 октября 1994  | Умеренная коалиционная партия |
| Министерство юстиции                                                                                   |                   |                 |                 |                               |
| Глава министерства юстиции Министр юстиции                                                             | Ган Хеллсвик      | 4 октября 1991  | 7 октября 1994  | Умеренная коалиционная партия |
| Заместитель министра юстиции                                                                           | Рейданн Лорен     | 4 октября 1991  | 7 октября 1994  | Беспартийная                  |
| Министерство иностранных дел                                                                           |                   |                 |                 |                               |
| Министр иностранных дел                                                                                | Маргарета Угглас  | 4 октября 1991  | 7 октября 1994  | Умеренная коалиционная партия |
| Министр по развитию сотрудничества                                                                     | Альф Свенссон     | 4 октября 1991  | 7 октября 1994  | Христианские демократы        |
| Министр европейских дел и внешней торговли                                                             | Ульф Динкельшпиль | 4 октября 1991  | 7 октября 1994  | Умеренная коалиционная партия |
| Министерство обороны                                                                                   |                   |                 |                 |                               |
| Глава Министерства обороны Министр обороны                                                             | Андерс Бьорк      | 4 октября 1991  | 7 октября 1994  | Умеренная коалиционная партия |
| Министерство здравоохранения и социальных дел                                                          |                   |                 |                 |                               |
| Министр социальных дел Глава Министерства социальных дел Заместитель премьер-министра                  | Бенгт Вестерберг  | 4 октября 1991  | 7 октября 1994  | Либералы                      |
| Министр здравоохранения                                                                                | Бо Конберг        | 4 октября 1991  | 7 октября 1994  |                               |
| Министерство связи                                                                                     |                   |                 |                 |                               |
| Министр связи начальник связи                                                                          | Матс Оделл        | 4 октября 1991  | 7 октября 1994  | Христианские демократы        |
| Министерство финансов                                                                                  |                   |                 |                 |                               |
| Министр финансов Глава Министерства финансов                                                           | Энн Уиббл         | 4 октября 1991  | 7 октября 1994  | Либералы                      |
| Министр по налогам                                                                                     | Бо Лундгрен       | 4 октября 1991  | 7 октября 1994  | Умеренная коалиционная партия |
| Министерство образования                                                                               |                   |                 |                 |                               |
| Министр образования Глава Министерства образования                                                     | Пер Ункель        | 4 октября 1991  | 7 октября 1994  | Умеренная коалиционная партия |
| Министр по делам школ                                                                                  | Беатрис Аск       | 4 октября 1991  | 7 октября 1994  | Умеренная коалиционная партия |
| Министерство сельского хозяйства                                                                       |                   |                 |                 |                               |
| Министр сельского хозяйства Глава Министерства сельского хозяйства                                     | Карл Эрик Олссон  | 4 октября 1991  | 7 октября 1994  | Партия центра                 |
| Министерство занятости                                                                                 |                   |                 |                 |                               |
| Министр занятости Глава Министерства занятости                                                         | Борье Хорнлунд    | 4 октября 1991  | 7 октября 1994  | Партия центра                 |
| Министерство жилищного строительства                                                                   |                   |                 |                 |                               |
| Министр жилищного строительства Глава Министерства жилищного строительства                             | Биргит Фриггебо   | 4 октября 1991  | 30 ноября 1991  | Либералы                      |
| Министерство промышленности                                                                            |                   |                 |                 |                               |
| Министр промышленности Глава Министерства промышленности                                               | Пер Вестерберг    | 4 октября 1991  | 21 октября 1991 | Умеренная коалиционная партия |
| Министерство предпринимательства                                                                       |                   |                 |                 |                               |
| Министр предпринимательства Глава Министерства предпринимательства                                     | Пер Вестерберг    | 21 октября 1991 | 7 октября 1994  | Умеренная коалиционная партия |
| Министерство по делам государственной службы                                                           |                   |                 |                 |                               |
| Министр по делам государственной службы Глава Министерства по делам государственной службы             | Ингер Дэвидсон    | 21 октября 1991 | 7 октября 1994  | Христианские демократы        |
| Министерство окружающей среды                                                                          |                   |                 |                 |                               |
| Министр окружающей среды и природных ресурсов Глава Министерства окружающей среды и природных ресурсов | Олаф Юханссон     | 4 октября 1991  | 16 июня 1994    | Партия центра                 |
| Министр окружающей среды и природных ресурсов Глава Министерства окружающей среды и природных ресурсов | Гёрель Турдин     | 16 июня 1994    | 3 октября 1994  | Партия центра                 |
| Министр окружающей среды и природных ресурсов Глава Министерства окружающей среды и природных ресурсов | Карл Эрик Олссон  | 3 октября 1994  | 7 октября 1994  | Партия центра                 |
| Заместитель министра окружающей среды и природных ресурсов                                             | Гёрель Турдин     | 4 октября 1991  | 16 июня 1994    | Партия центра                 |
| Министерство культуры                                                                                  |                   |                 |                 |                               |
| Министр культуры Глава Министерства культуры                                                           | Биргит Фриггебо   | 1 декабря 1991  | 7 октября 1994  | Либералы                      |